# Machuca
Machuca es una película chilena escrita y dirigida por Andrés Wood y protagonizada por Matías Quer (Gonzalo Infante), Manuela Martelli (Silvana), Ariel Mateluna (Pedro Machuca), y Ernesto Malbrán (Father McEnroe). Estrenada en 2004, fue la primera película chilena grabada en formato de alta definición.[cita requerida] Esta película está inspirada en la novela Tres años para nacer - Historia de un verdadero machuca, escrita por el poeta y novelista chileno Eledín Parraguez.
La historia transcurre en Santiago en 1973 en días previos al golpe militar, y tiene como base un experimento real hecho en la época del gobierno socialista de Salvador Allende en el Saint George's College (Saint Patrick's College en la película). Las escenas del colegio fueron rodadas en el Campus Oriente de la Pontificia Universidad Católica de Chile y en el Internado Nacional Barros Arana. 
La película fue seleccionada para representar a Latinoamérica en el 57.º Festival de Cannes, donde recibió una mención especial.

## Argumento
Gonzalo Infante (Matías Quer), un niño de once años, estudia en el Saint Patrick's, un reputado colegio religioso cuyos estudiantes provienen de la clase media alta de Santiago.
El director, el padre McEnroe (inspirado en el rector del Saint George Gerardo Whelan e interpretado por Ernesto Malbrán), trae al establecimiento a un nuevo grupo de niños, todos ellos de clase popular, con el fin de educarlos sin discriminación, en un intento de promover el respeto mutuo entre estudiantes de diferentes clases sociales. Dentro de este grupo se encuentra Pedro Machuca (Ariel Mateluna), que vive en una población callampa en La Pincoya. Tras algunos conflictos entre los nuevos compañeros de clase, nace la amistad entre Gonzalo y Machuca. Ambos niños visitan sus respectivas viviendas en diferentes ocasiones, y conocen a sus familias y las realidades internas que ambos viven. En casa de Pedro, Gonzalo conoce y se enamora de Silvana, una adolescente vecina de Pedro. El trío vive diversas situaciones dentro de Santiago de Chile.
Sin embargo, el clima político presente durante aquella época deteriora progresivamente su amistad. El golpe de Estado del 11 de septiembre de 1973, encabezado por el general Augusto Pinochet para derrocar al gobierno de la Unidad Popular del presidente Salvador Allende, interrumpe de súbito la relación de estos tres amigos. La dirección del Saint Patrick pasa a manos del Ejército de Chile, con el consecuente despido del Padre McEnroe, la expulsión de varios alumnos y la militarización del colegio.

## Reparto
- Ariel Mateluna como Pedro "Peter" Machuca.
- Manuela Martelli como Silvana.
- Matías Quer como Gonzalo Infante.
- Ernesto Malbrán como Padre McEnroe.
- Aline Küppenheim como María Luisa de Infante, madre de Gonzalo.
- Francisco Reyes como Patricio Infante, padre de Gonzalo
- Federico Luppi como Roberto Ochagavía, amante de María Luisa de Infante.
- Luis Dubó como Ismael Machuca, mendigo padre de Pedro.
- Tamara Acosta como Juana María de Machuca, madre de Pedro.
- Alejandro Trejo como Guillermo "Willy", un comerciante ambulante, padre de Silvana.
- Andrea García-Huidobro como Isabel Infante, hermana de Gonzalo.
- Tiago Correa como Pablo, el novio de Isabel.
- Gabriela Medina como Lucy, nana de Gonzalo
- María Olga Matte como Miss Gilda.
- Pablo Krögh como Coronel Sotomayor.
- Aldo Parodi como Sastre.
- Alejandro Goic como Apoderado.
- Francisca Imboden como María Ignacia, mujer de la protesta.
- Sebastián Trautmann como Gastón Robles, compañero de curso, el villano (voz doblada por René Pinochet).
- Pablo Striano como Almacenero.
- Catherine Mazoyer como la nueva profesora de inglés, designada por la rectoría militar.

## Recepción

### Crítica
La película recibió muy buenas críticas luego de su estreno. Su porcentaje de aprobación en el sitio Rotten Tomatoes es del 89%, y su promedio es de 7,5/10.

## Premios
| Año  | Evento                                           | Premio o Categoría                                         | Resultado |
| ---- | ------------------------------------------------ | ---------------------------------------------------------- | --------- |
| 2006 | Political Film Society                           | Political Film Society Awards                              | Ganadora  |
| 2005 | Festival de Cine de La Habana                    | Gran Premio Coral (Mejor Fotografía)                       | Ganadora  |
| 2005 | Festival Internacional de Cine Contemporáneo     | Premio Especial (Mejor Película Narrativa Latinoamericana) | Ganadora  |
| 2005 | Festival de Cine de Filadelfia                   | Premio del Público (Mejor Película)                        | Ganadora  |
| 2004 | Festival de Cine de Bogotá                       | Círculo de Oro Precolombino (Mejor Película)               | Ganadora  |
| 2004 | Festival Internacional de Cine de Flanders-Gante | Premio Georges Delerue (Mejor banda sonora)                | Ganadora  |
| 2004 | Festival de Cine Latinoamericano de Lima         | Primer Premio Elcine                                       | Ganadora  |
| 2004 | Festival Internacional de Cine de Valdivia       | Mejor Película                                             | Ganadora  |
| 2004 | Festival Internacional de Cine de Vancouver      | Película Más Popular                                       | Ganadora  |
| 2004 | Festival Internacional de Cine de Viña del Mar   | Gran Paoa (Mejor Película)                                 | Ganadora  |